# GNewSense
gNewSense (anteriorment anomenada Gnusiance, gnubuntu i Ubuntu-libre) és una distribució del sistema operatiu GNU/Linux basada en Ubuntu i recolzada per la Free Software Foundation des de la versió 0.85.
Té per objectiu ser un sistema operatiu amb característiques similars a Ubuntu (facilitat d'instal·lació, configuració, utilització…) però utilitzant només programari lliure. A més, qualsevol documentació que mostri com instal·lar programari privatiu també n'és exclosa. gNewSense és la distribució utilitzada per Richard Stallman (el fundador i president de la Free Software Foundation) des del gener de 2010.
gNewSense està disponible tan sols per a la plataforma i386 i només com a LiveCD, amb disponibilitat d'instal·lar-la des del LiveCD a través de l'executable Ubiquity.

## Creadors
gNewSense va ser creada per dos desenvolupadors irlandesos, Brian Brazil y Paul O' Malley. Més tard van rebre l'ajuda de Frank Duignan, Gustav Nilsson, Marek Spruell i Joseph Jackson.

## Història Launchpad
L'origen de gNewSense prové d'una trobada entre Richard Stallman i Mark Shuttleworth en un col·loqui Arxivat 2007-03-27 a Wayback Machine. sobre el programari lliure, en la Cimera Mundial sobre la Societat de la Informació de Tunísia Arxivat 2007-09-26 a Wayback Machine., al novembre de 2005. El desenvolupament del projecte Ubuntu s'organitza a través de Launchpad, propietat de la societat Canonical. La discussió s'orientà cap a la feina de Paul O'Malley, més particularment sobre la creació del canal #gnubuntu al servidor IRC freenode.
Mark Shuttleworth va expressar la idea de crear una derivació d'Ubuntu anomenada gnubuntu, però no va tenir èxit en la comunitat.
Paul O'Malley orientà llavors la seva feina cap a un nou canal d'IRC, el qual anomenà #ubuntu-libre, però novament no va tenir èxit.
Finalment, al maig de 2006 es va arribar a un acord amb Richard Stallman de crear el projecte gNewSense. Brian Brazil s'afegirà també al projecte.
El nom definitiu de gNewSense, s'agafa com a referència al xifrat de claus en GPG, i per captar el nou sentit de la distribució jugant amb les inicials de GNU.
El dia 13 d'abril de 2007 apareix un missatge de Mark Shuttleworth anunciant que la versió 7.10 d'Ubuntu vindrà amb una versió alternativa que seguirà de manera ortodoxa la inclusió de només programari lliure. Aquesta versió alternativa serà produïda conjuntament amb la gent de gNewSense.
Després de no publicar-se cap versió durant dos anys, el 8 d'agost de 2011, Distrowatch va classificar gNewSense en estat "latent". A l'octubre de 2011, K. Goetz va anunciar que renunciava al lideratge de gNewSense i que Sam Geeraerts el substituiria en aquest càrrec. Al setembre de 2012 DistroWatch va canviar el seu estat a "actiu" una altra vegada, ja que al 6 d'agost de 2013 es publicà una nova versió, la gNewSense 3.0 "Parkes".
Després d'algunes discussions als fòrums de Trisquel, gNewSense va anunciar el 2017 que estaven inactius. Tot i que l'any 2019 el desenvolupament de gNewSense es reactivaria de nou anunciant la fusió amb Skeleton GNU/Linux.

## Diferències amb Ubuntu
Algunes diferències amb Ubuntu:
- S'ha esborrat el firmware no-lliure del kernel del Linux.
- El programari no-lliure no és accessible "per defecte" (els repositoris restricted i multiverse).
- El paquet universe dels repositoris és accessible "per defecte".
- Conté programari en fase de desenvolupament en la instal·lació "per defecte": gcc, make, etc.
- bsdgames, nethack i GNU Emacs estan instal·lats "per defecte".

## Filosofia de gNewSense
El projecte facilita a través de l'aplicació Builder que qualsevol pugui crear la seva pròpia distribució amb tan sols programari lliure.
Segueix les llibertats del programari lliure:
- Llibertat d'utilitzar el sistema.
- Llibertat d'estudiar-ne el funcionament i d'adaptar-lo a les pròpies necessitats.
- Llibertat de distribuir-lo.
- Llibertat de millorar-lo.

gNewSense proposa alliberar els binaris propietaris d'altres distribucions.

## Versions
- gNewSense 0.92 publicada el 14 de setembre de 2006. Ja és funcional el LiveCD, s'han tret alguns firmwares del Linux.

- gNewSense 0.93 publicada el 30 d'octubre de 2006. S'han esborrat tots els firmwares.

- gNewSense 1.0 publicada el 2 de novembre de 2006.[8]

Està basada en la versió Dapper d'Ubuntu.

A aquesta versió se li dona el nom de Deltad.

Captures de pantalla:

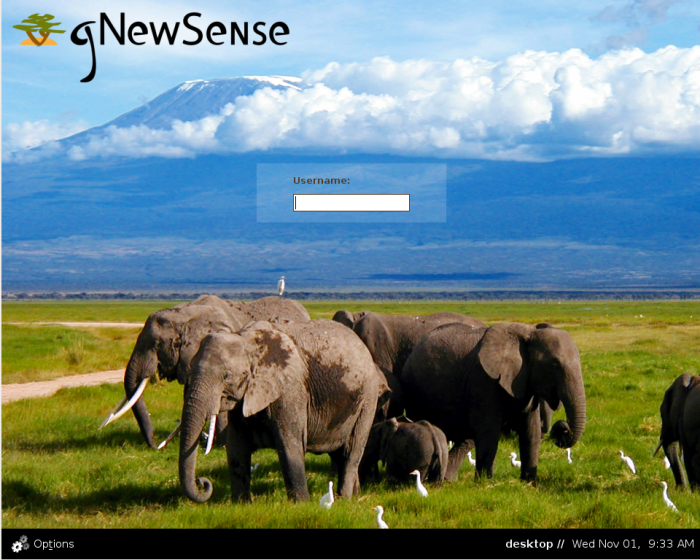
Login d'usuari.
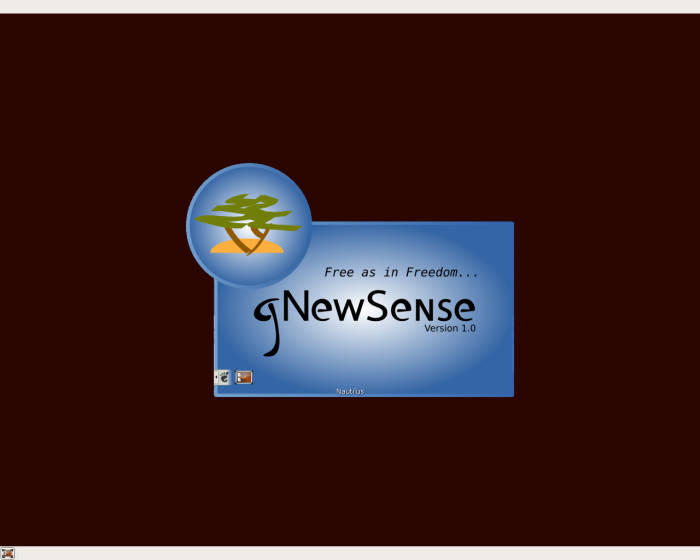
Carregant el sistema, Gnome i demés.
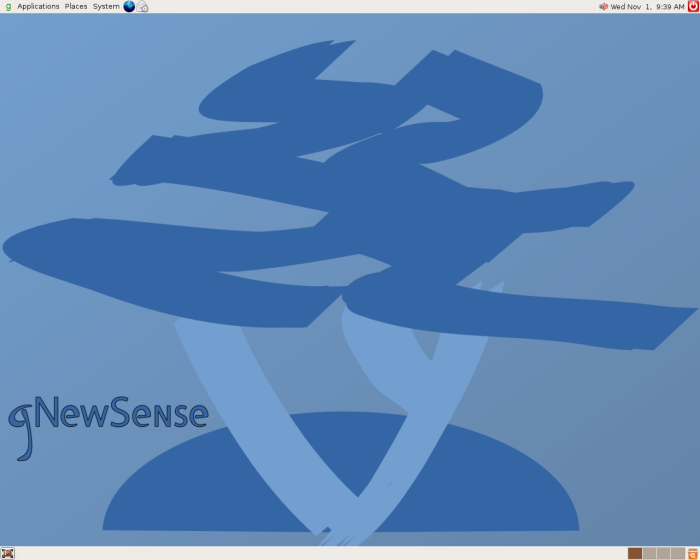
Escriptori de gNewSense.

- gNewSense 1.1 publicada el 22 de gener de 2007.[9]

Continua portant el nom de Deltad.

S'han corregit una sèrie de bugs no molt importants, s'han canviat alguns drivers propietaris per d'altres de lliures, s'ha creat una variant de la distribució amb KDE, s'ha variat l'artwork, i el Firefox que inclou s'ha modificat per evitar que porti extensions no lliures.
Captures de pantalla (versió amb KDE):

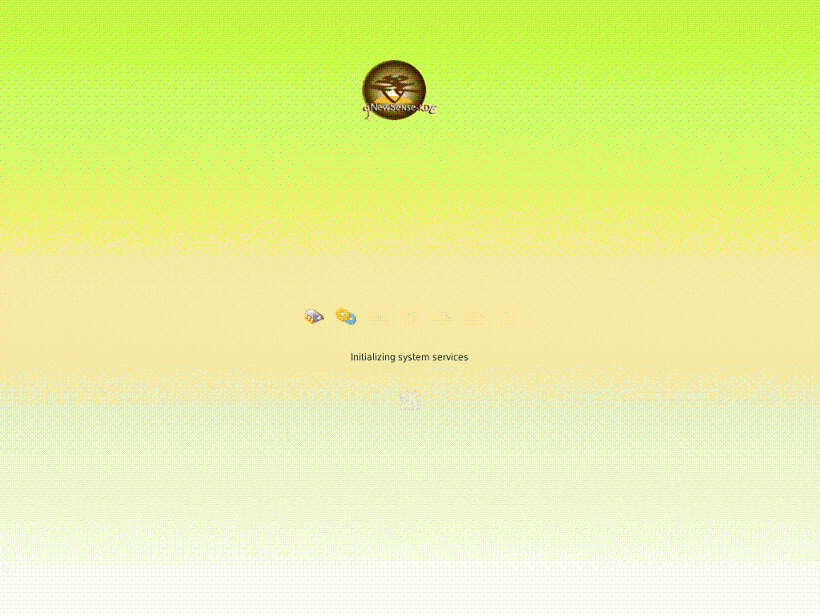
gNewSense amb KDE carregant-se.

- gNewSense 2.0 publicada l'1 de maig de 2008.[10]

Canvia el nom a DeltaH (de Hardy).

S'han corregit una sèrie de bugs de la versió anterior. Aquesta versió està basada en Ubuntu Hardy, té un nou tema de fons d'escriptori, es canvia el navegador BurningDog per Epiphany, s'opta pel script Blag's deblob per al nucli, s'elimina GLX (Compiz) no lliure de X/mesa i s'incorpora suport per a paquets de fonts de Debian.
Captures de pantalla (versió amb Gnome):

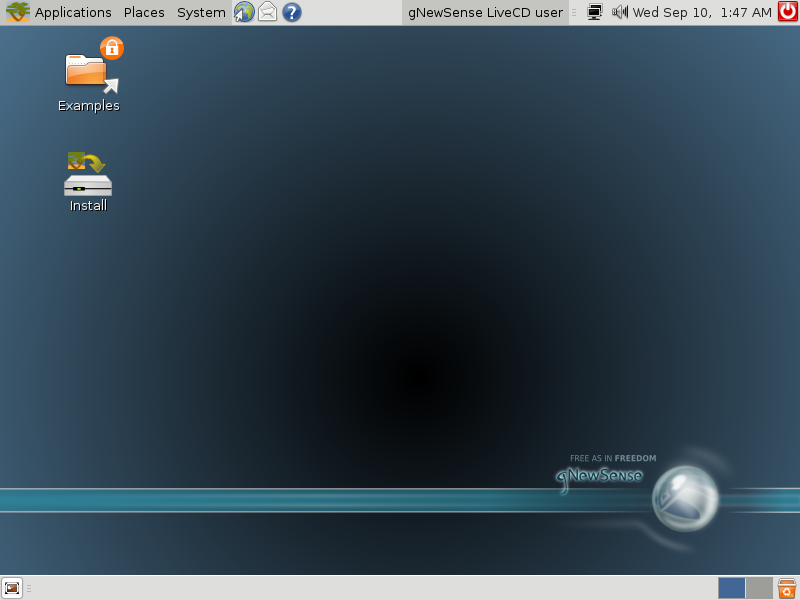
Nou tema de fons d'escriptori.

- gNewSense 2.3 publicada el 14 de setembre de 2009.[11]
 Fou bàsicament una versió en què es corregien errors de seguretat fins a l'11 de setembre de 2009.

Captures de pantalla (versió amb Gnome):

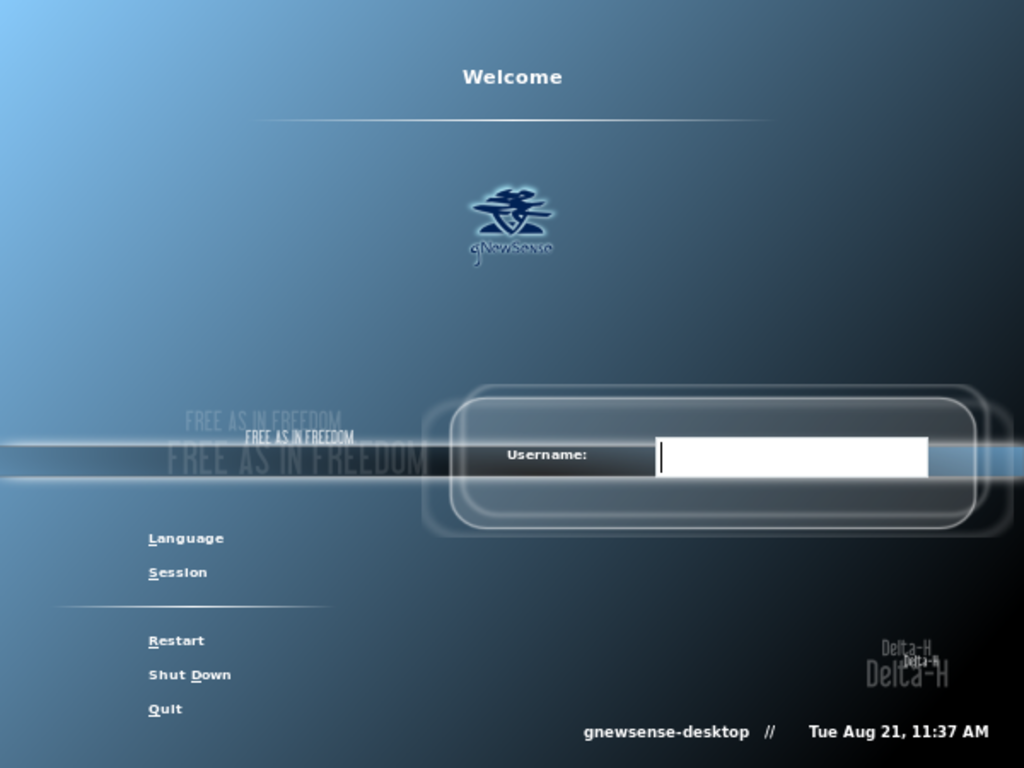
Pantalla d'entrada de gNewSense 2.3.
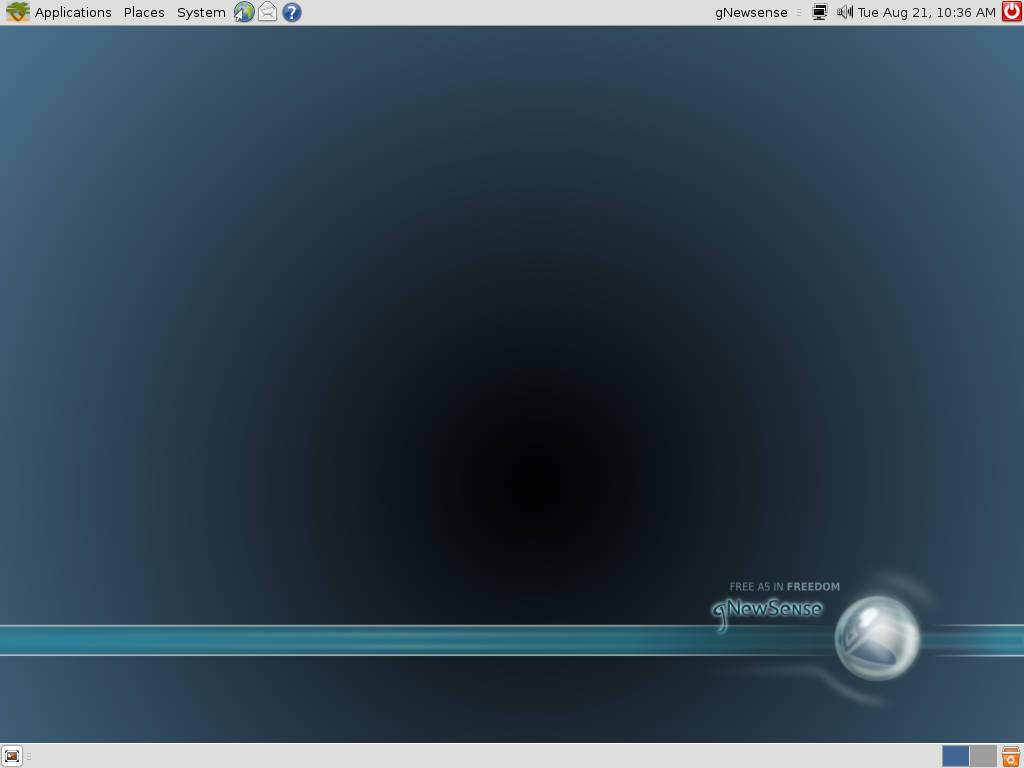
Escriptori de gNewSense 2.3.
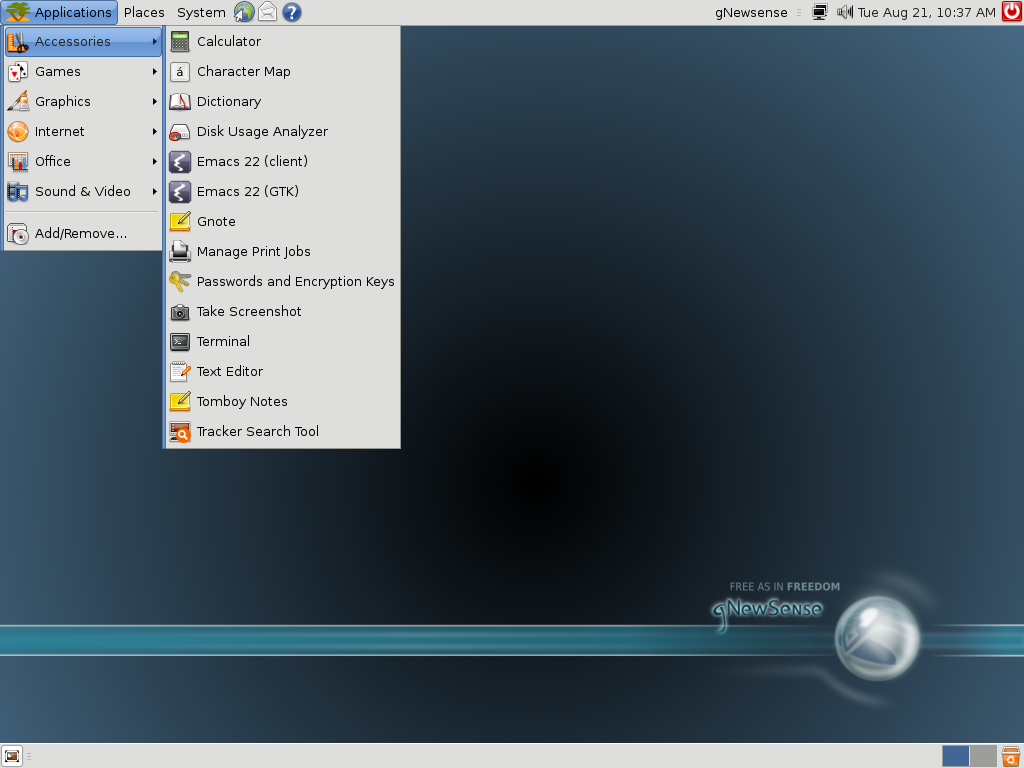
Escriptori de gNewSense 2.3 amb el menú "Accessories".
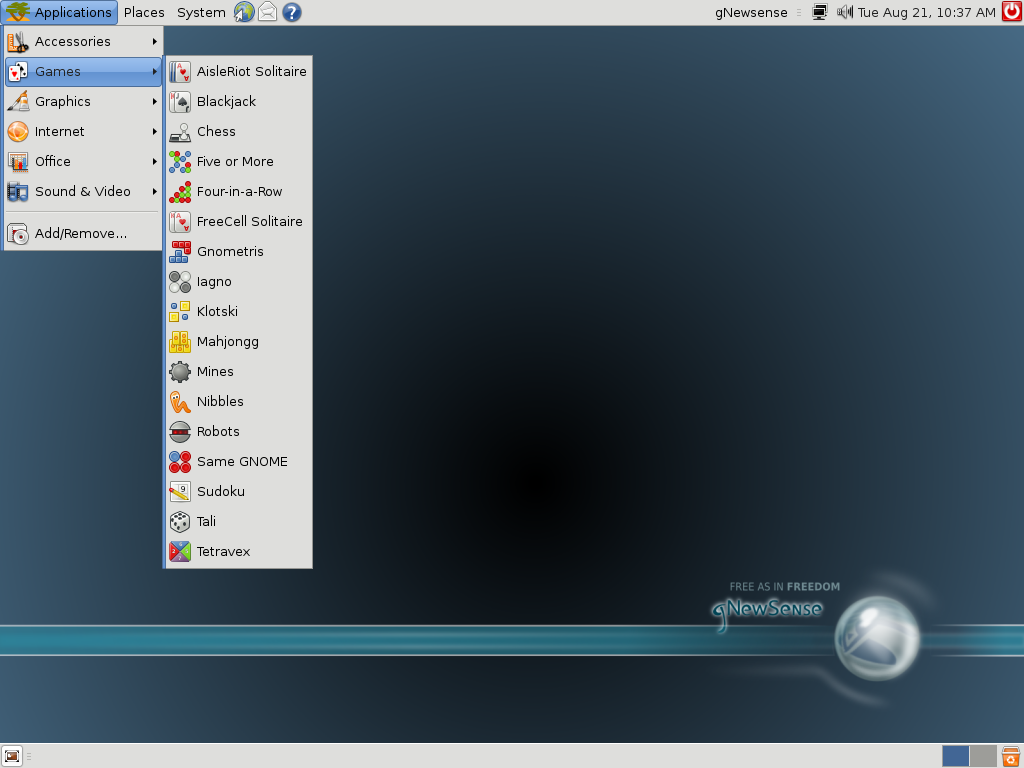
Escriptori de gNewSense 2.3 amb el menú "Games".
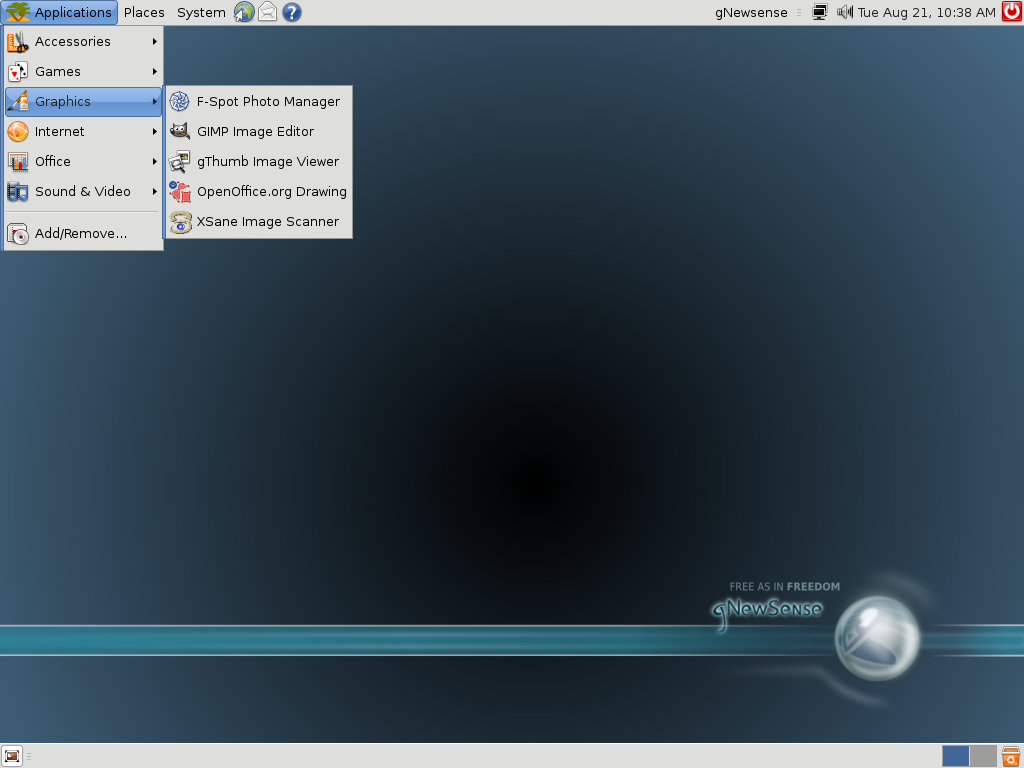
Escriptori de gNewSense 2.3 amb el menú "Graphics".
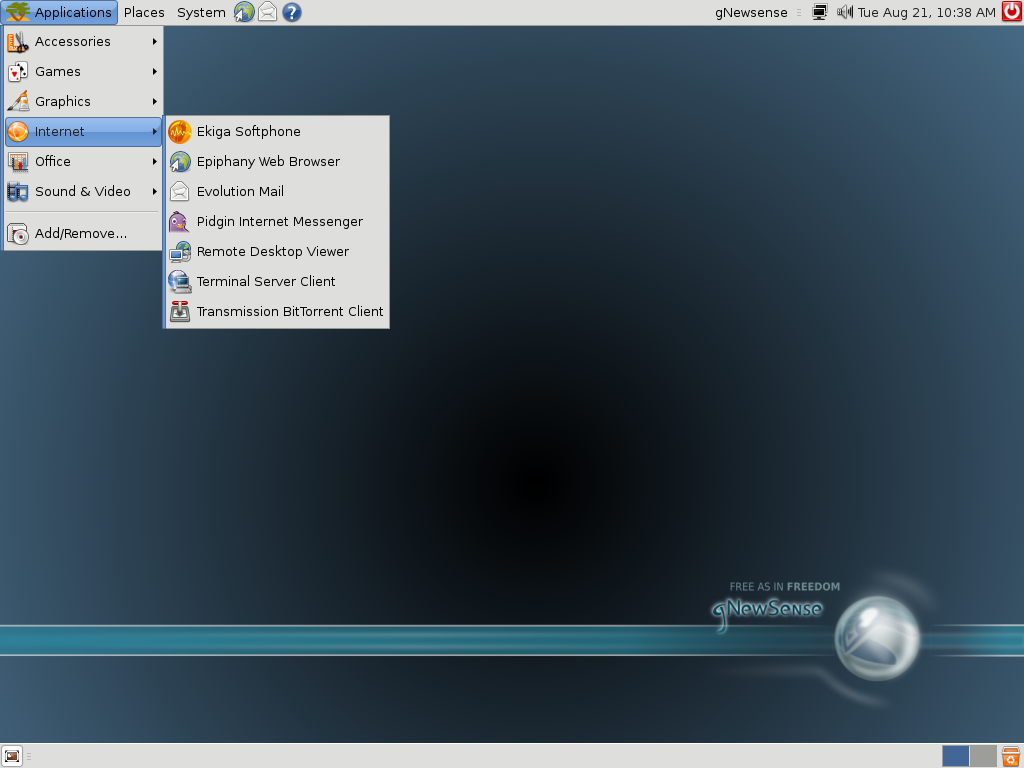
Escriptori de gNewSense 2.3 amb el menú "Internet".
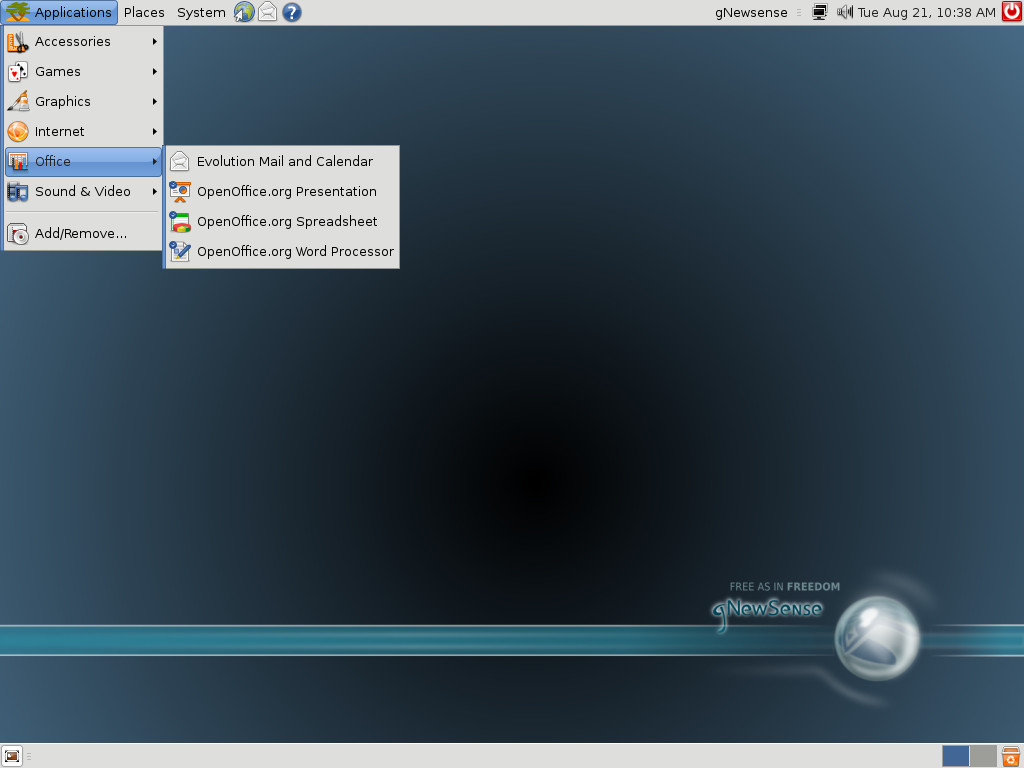
Escriptori de gNewSense 2.3 amb el menú "Office".
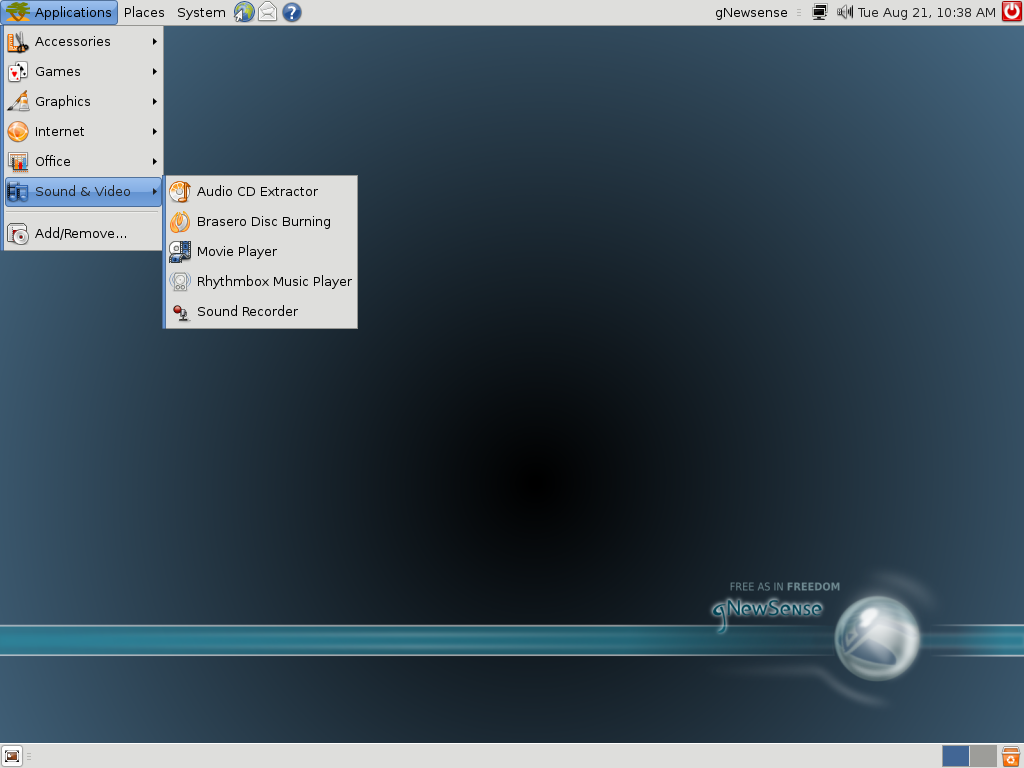
Escriptori de gNewSense 2.3 amb el menú "Sound & Video".
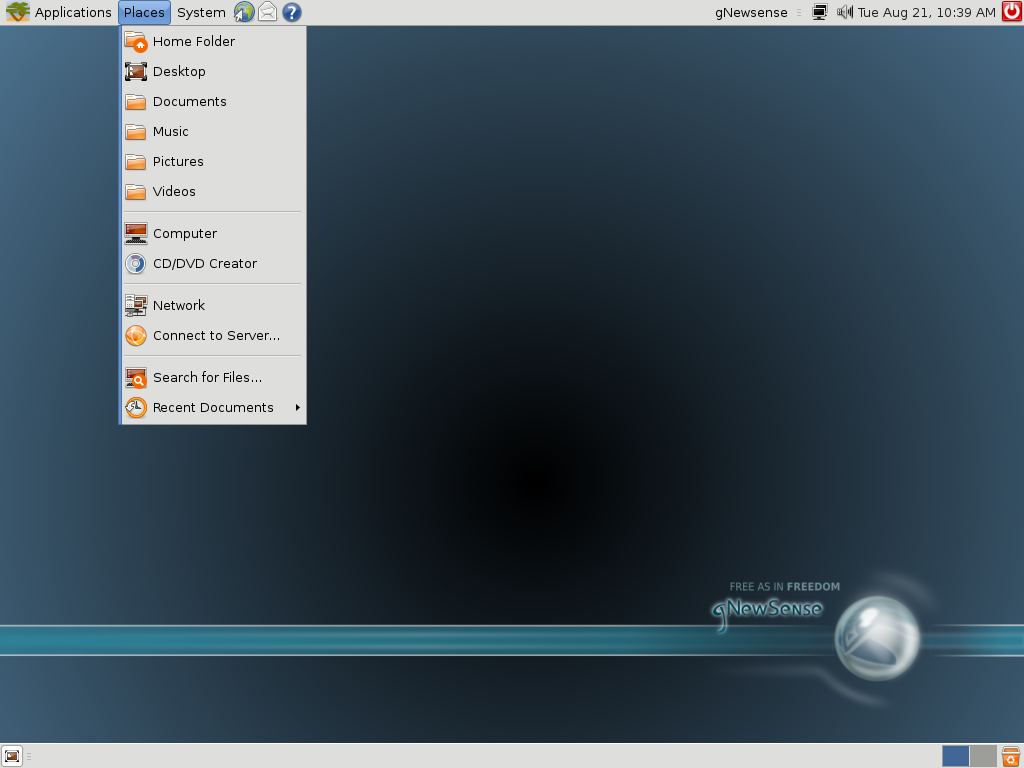
Escriptori de gNewSense 2.3 amb el menú "Places".
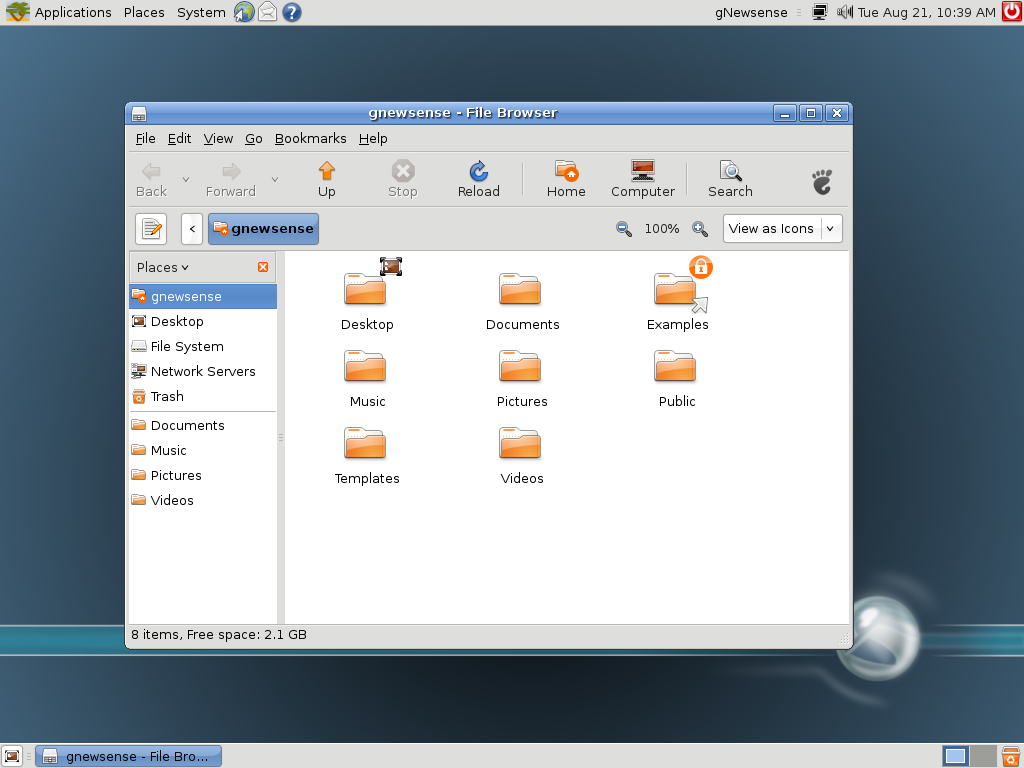
Escriptori de gNewSense 2.3 amb el navegador de fitxers Nautilus 2.22.
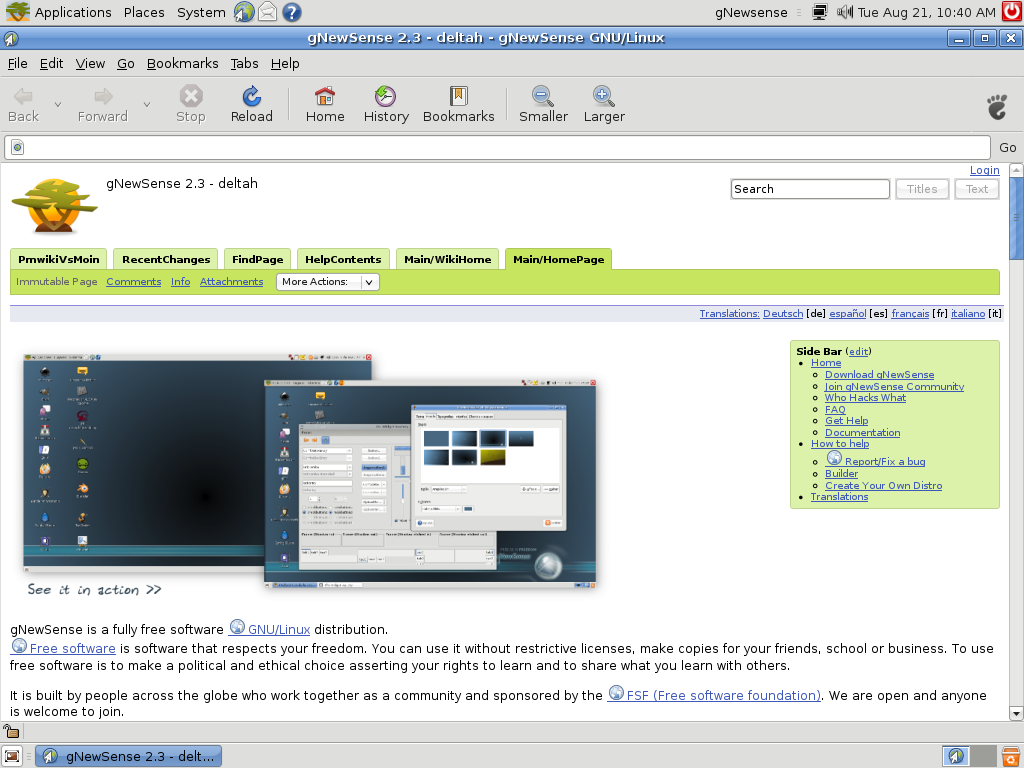
Escriptori de gNewSense 2.3 amb el navegador Epiphany.
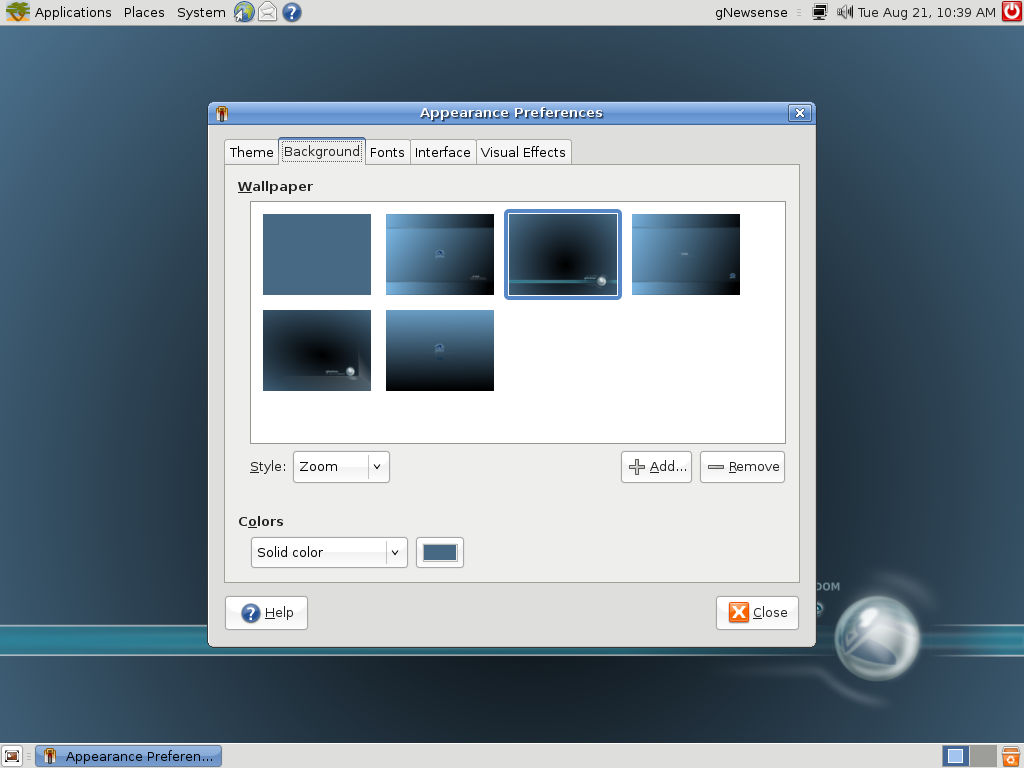
Escriptori de gNewSense 2.3 amb "Appearance Preferences Background".

- gNewSense 3.0 publicada el 6 d'agost de 2013.[12]

A aquesta versió se li donà el nom de "Parkes".

S'abandonà la base en Ubuntu per basar-se a partir de llavors en Debian, per així segons els seus autors seguir millor les directrius de la Free Software Fundation alhora que obtenir els estàndards de qualitat de Debian. També es caracteritzà per utilitzar el navegador web propi de Gnome (Epiphany) tot i que també Iceweasel 3.5. En l'apartat d'ofimàtica es trià OpenOffice i no pas LibreOffice, fet insòlit ja que la FSF havia fet públic 2 anys abans el seu suport explícit a LibreOffice en detriment d'OpenOffice. En l'entorn d'escriptori s'oferia per defecte Gnome 2.3, fet que es considerà bastant conservador per part d'algun mitjà destacat. A més es donava suport a 3 arquitectures: i386, amd64 i mipsel (Lemote Yeeloong).
Captures de pantalla:

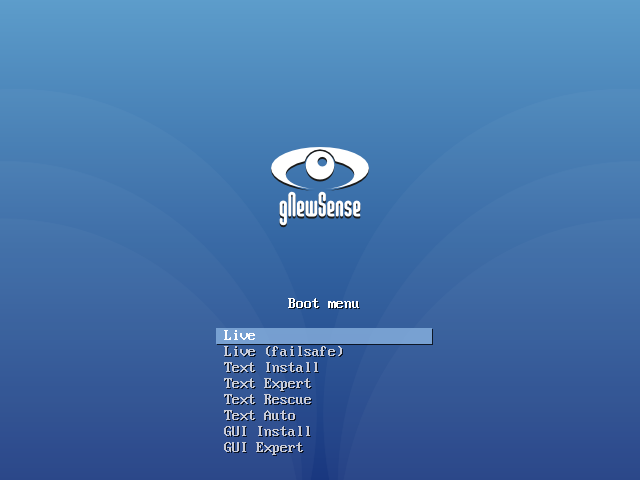
Menú de càrrega de gNewSense 3.0.
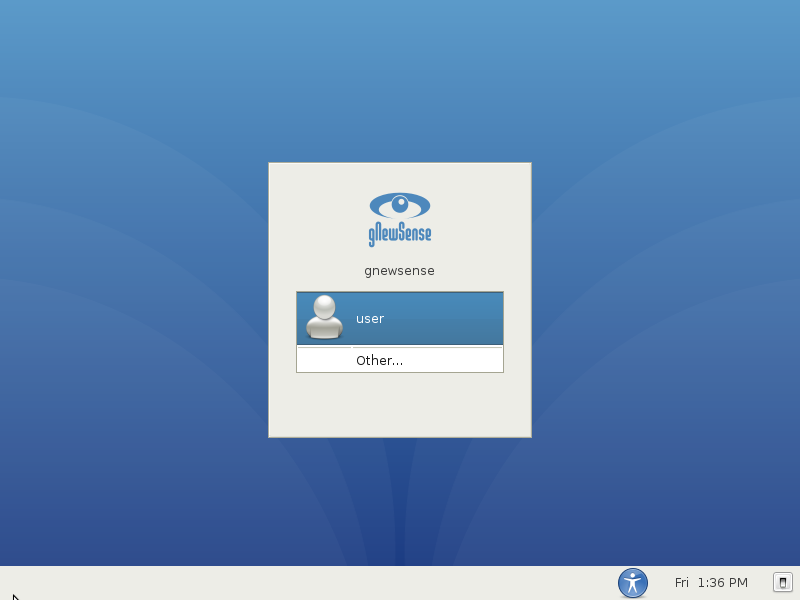
Pantalla d'entrada de gNewSense 3.0..
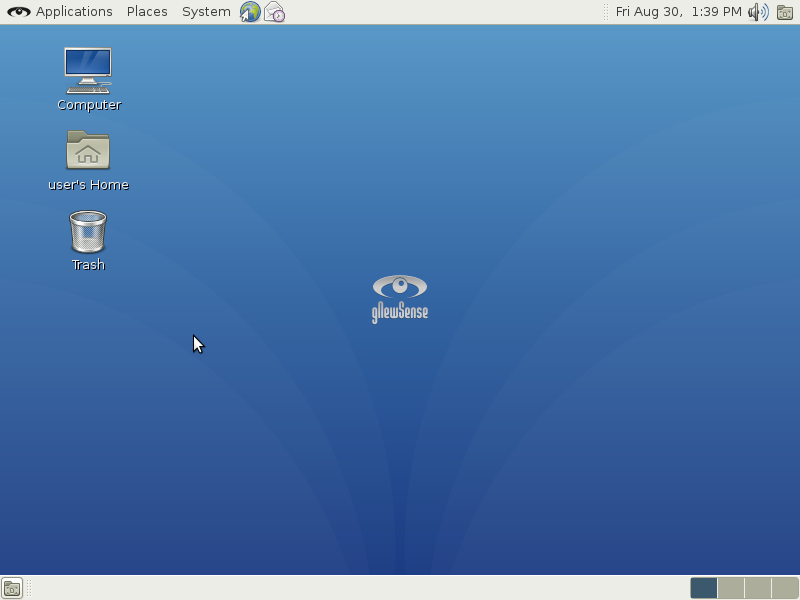
Escriptori de gNewSense 3.0.
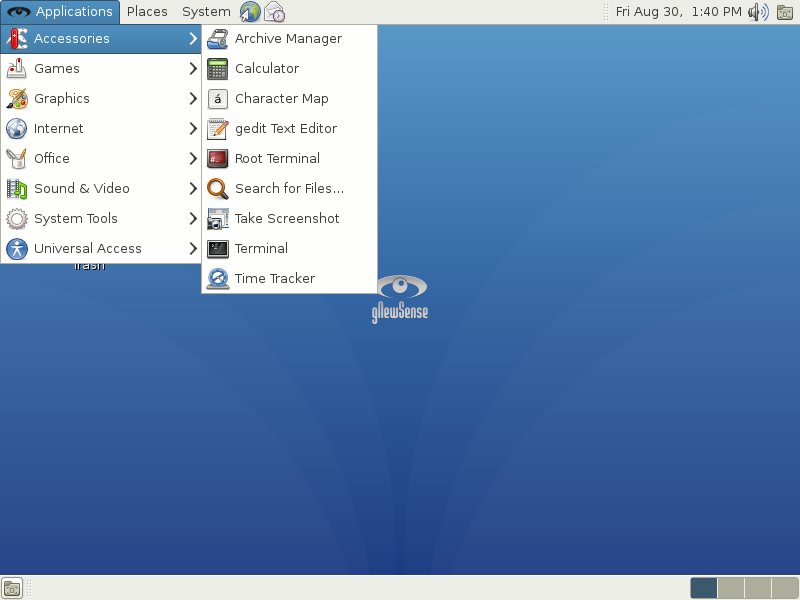
Escriptori de gNewSense 3.0 amb el menú "Accessories".
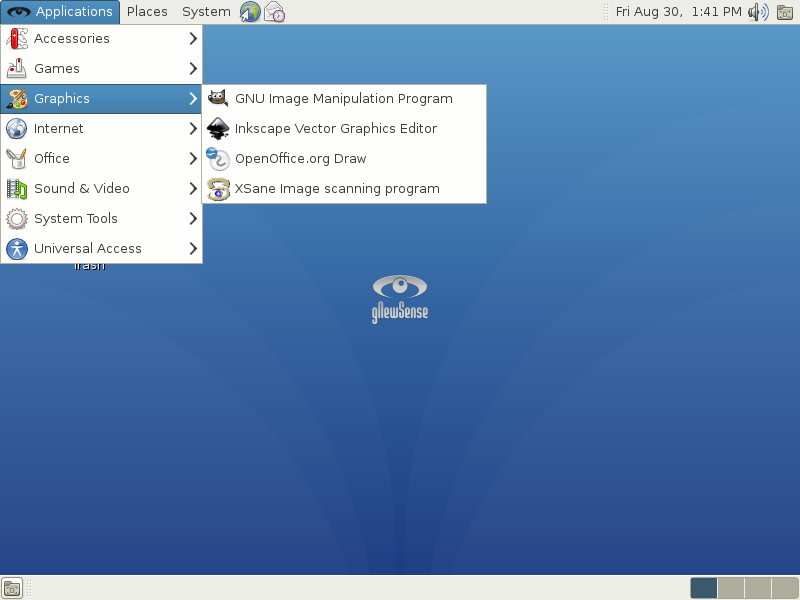
Escriptori de gNewSense 3.0 amb el menú "Graphics".
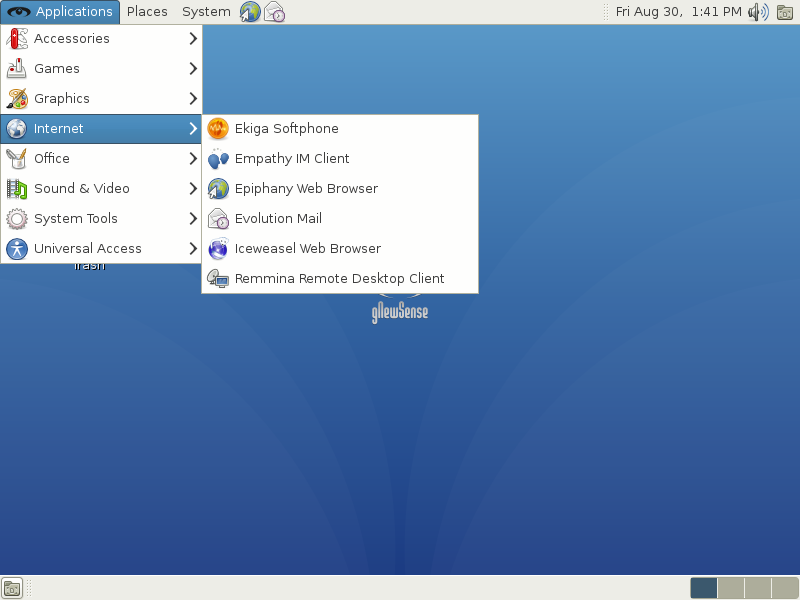
Escriptori de gNewSense 3.0 amb el menú "Internet".
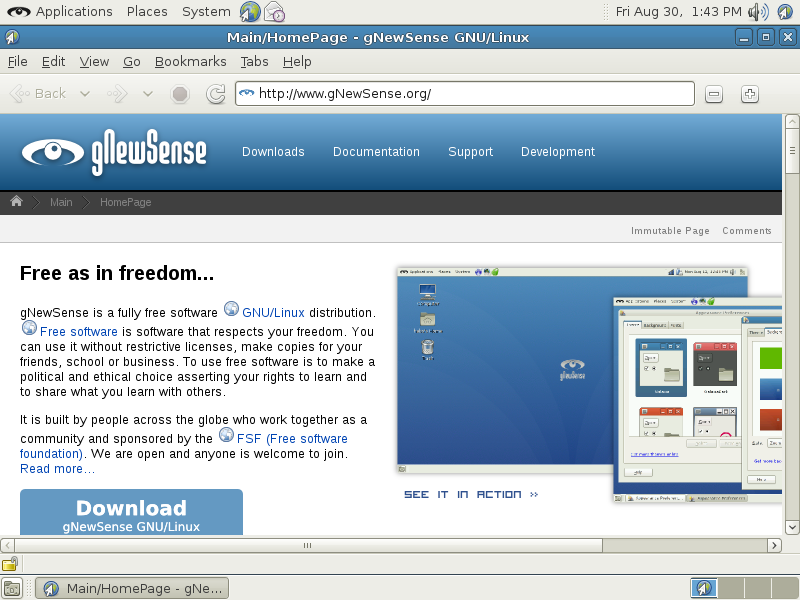
Escriptori de gNewSense 3.0 amb el navegador Epiphany.
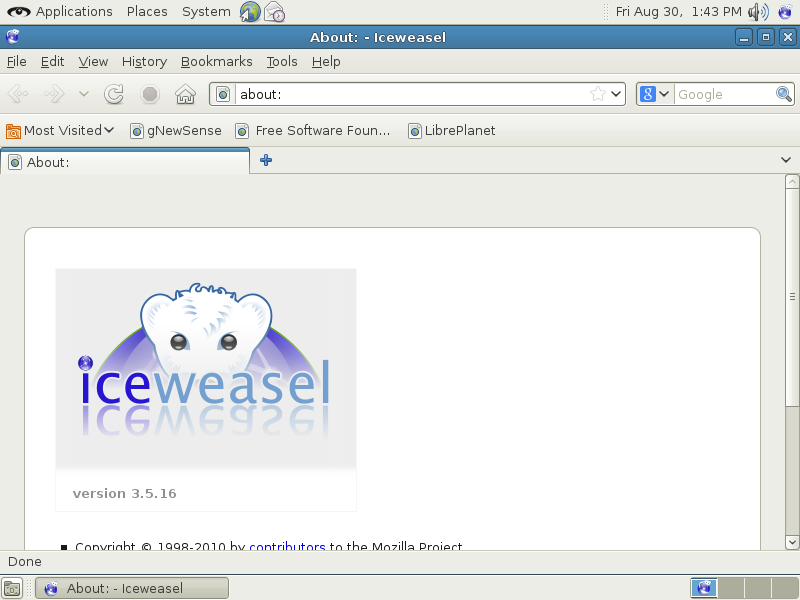
Escriptori de gNewSense 3.0 amb el navegador IceWeasel 3.5.
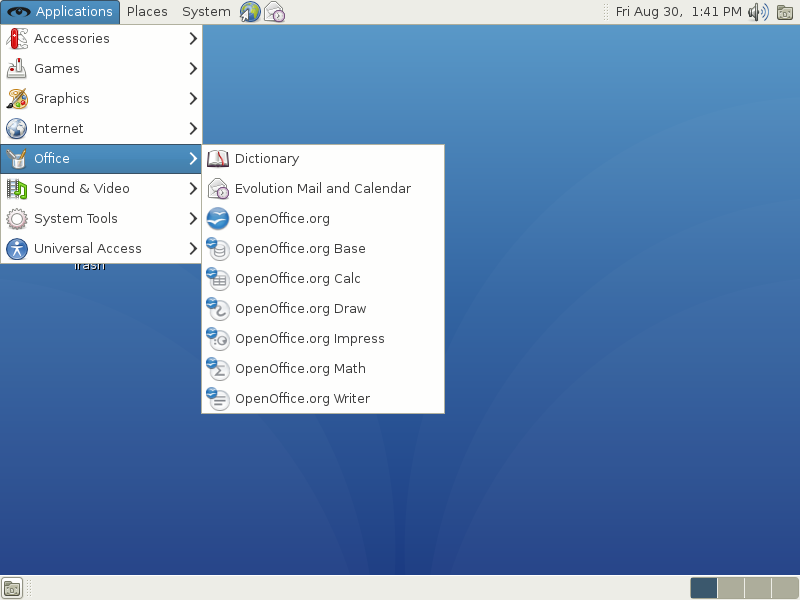
Escriptori de gNewSense 3.0 amb el menú "Office".
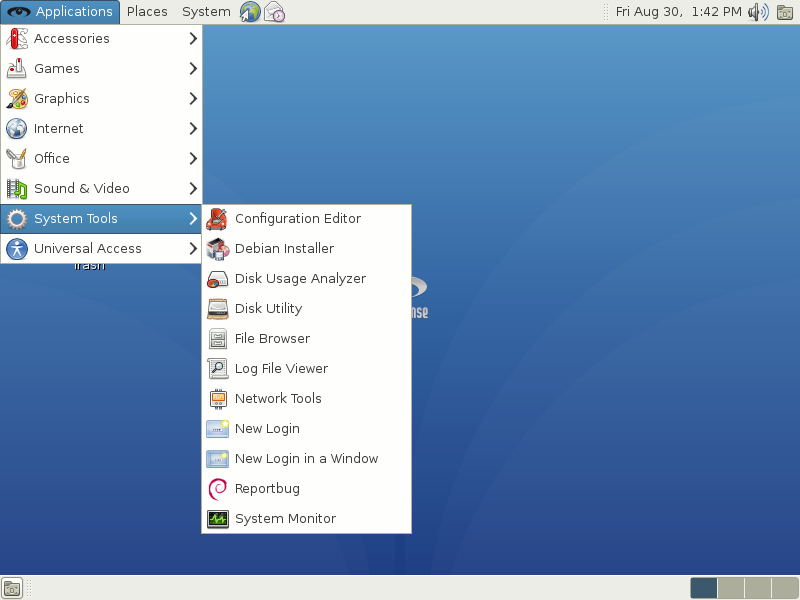
Escriptori de gNewSense 3.0 amb el menú "System Tools".
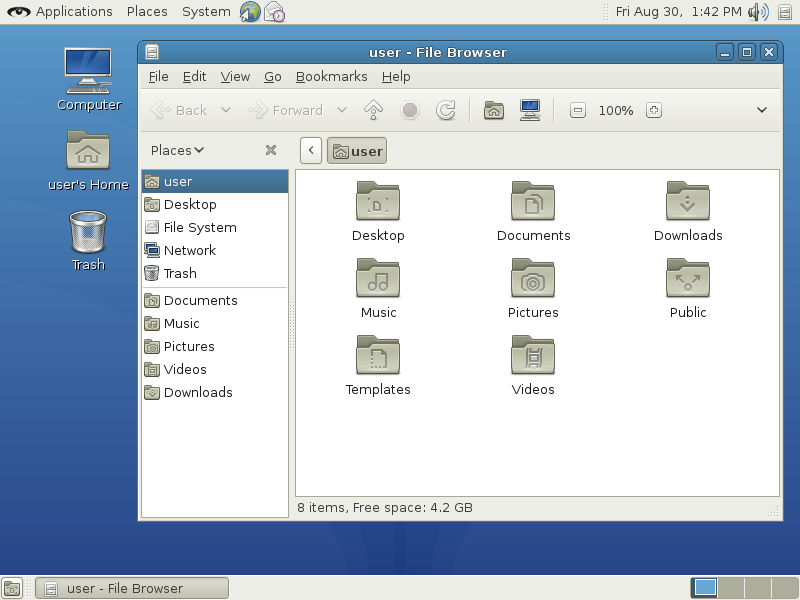
Escriptori de gNewSense 3.0 amb el navegador de fitxers Nautilus 2.3
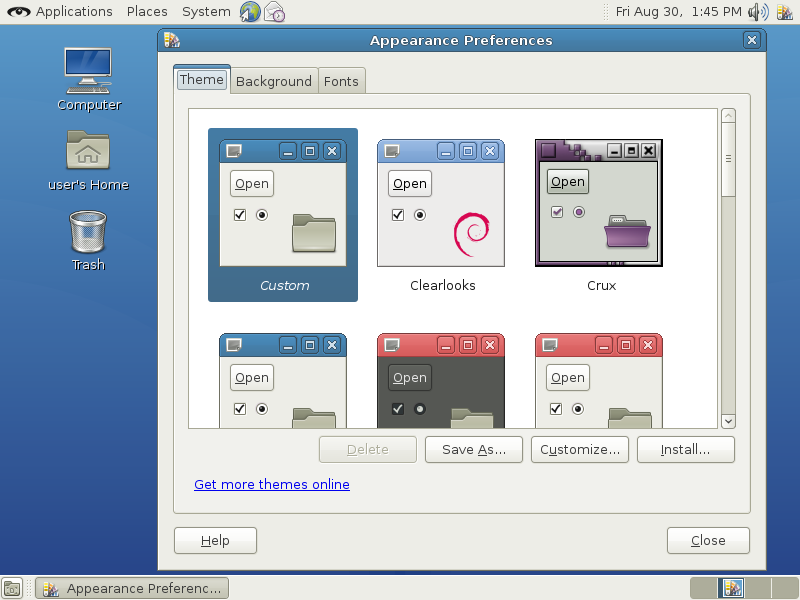
Escriptori de gNewSense 3.0 amb "Theme Preferences Background".
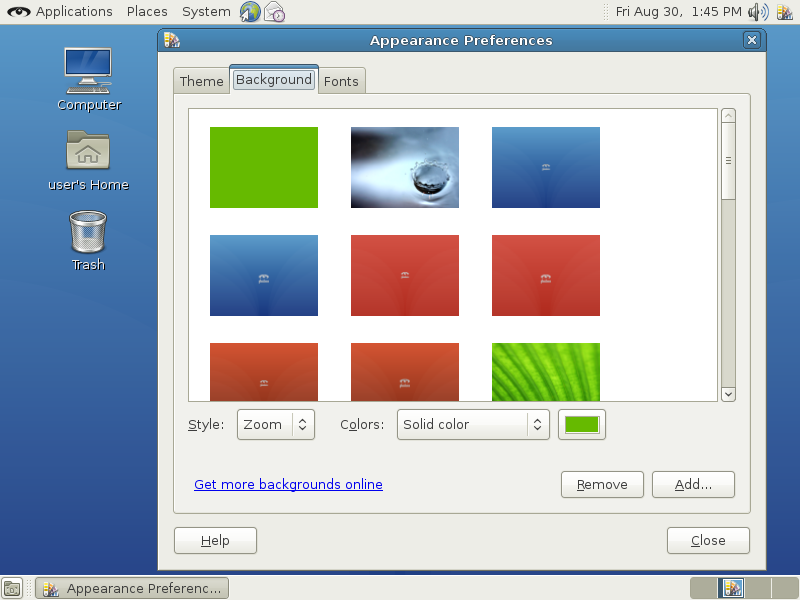
Escriptori de gNewSense 3.0 amb "Appearance Preferences Background".

- gNewSense 3.1 publicada el 9 de febrer de 2014.[15]

Es va publicar com una actualització menor més que com una nova versió.
Es corregia el codi específic per països en els dipòsits de programari (en comptes del beta.gnewsense.org) durant el procés d'instal·lació. Així el domini  http://beta.gnewsense.org/gnewsense-three/gnewsense/ passava a ser per als usuaris alemanys  http://de.archive.gnewsense.org/gnewsense-three/gnewsense/, seguint els codis dels països corresponents.
El gestor de connexions era inclòs també en la imatge en viu per defecte.
L'instal·lador en mode expert no recomanava ja la instal·lació dels dipòsits de programari no lliure de Debian.
| Versió | Nom    | Data de llançament | Suport fins | Basada en                  | Arquitectures compatibles    |
| ------ | ------ | ------------------ | ----------- | -------------------------- | ---------------------------- |
| 1.0    | DeltaD | 2006-11-02         | 2008-05-01  | Ubuntu 6.06 "Dapper Drake" | N/D                          |
| 2.0    | DeltaH | 2008-04-30         | 2014-01-03  | Ubuntu 8.04 "Hardy Heron"  | N/D                          |
| 3.0    | Parkes | 2013-08-06         | 2015-12-31  | Debian 6.0 "Squeeze"       | i386, amd64, Lemote Yeeloong |
| 4.0    | Ucclia | 2016-05-02         | 2018-05-31  | Debian 7 "Wheezy"          | i386, amd64, Lemote Yeeloong |

L'any 2016 gNewSense anuncià que la següent versió de gNewSense seria la 5.0.